# Aliàsing
|  | No s'ha de confondre amb Anti-aliàsing. |

L'aliàsing en estadística, processament de senyals, grafismes per ordinador i disciplines afins, és l'efecte de distorsió, amb senyals continus diferents que es tornen indistingibles quan es fa mostratge digital. Quan això succeeix, el senyal original no pot ser reconstruït unívocament a partir del senyal digital. Una imatge limitada en banda i produïda per mostratge per sota de la seva freqüència de Nyquist en les direccions "x" i "y", resulta en una superposició de les aplicacions periòdiques de l'espectre G(fx, fy). Aquest fenomen de superposició periòdica successiva és el que es coneix com a aliàsing.
L'aliàsing és un motiu de preocupació major en la conversió analògica-digital de senyals d'àudio i vídeo: el mostratge incorrecte de senyals analògics pot provocar que senyals d'alta freqüència presentin aliàsing respecte de senyals de baixa freqüència. L'aliàsing és també una preocupació a l'àrea de grafismes per ordinador i infografia, en què pot donar origen a patrons de moaré (en imatges amb molts patrons fins) i també en arestes dentades o línies esglaonades. L'aliàsing pot portar problemes sobretot en el camp de la visió en els ordinadors, puix que en processar imatges, si la imatge obtinguda no correspon a la realitat, hi pot haver problemes amb el maquinari.
Si s'utilitza una freqüència menor que la que estableix el teorema de Nyquist, es produeix l'aliàsing. L'aliàsing impedeix de recuperar correctament el senyal quan les mostres d'aquest s'obtenen a intervals de temps massa llargs. La forma de l'ona recuperada presenta pendents molt abruptes.

## Ús històric
Històricament el terme aliàsing ha evolucionat des de l'enginyeria de ràdio, gràcies als receptors superheterodins. Quan el receptor desplaça múltiples senyals fins a les freqüències més baixes, a partir de freqüència de ràdio fins a una freqüència intermèdia usant heterodins, un senyal no desitjat, d'una freqüència de ràdio de la mateixa llunyania que l'oscil·lador local i el senyal desitjat però en el costat incorrecte de l'oscil·lador local, pot acabar en el mateix la freqüència del desitjat. Si és prou forta, pot interferir amb la recepció del senyal volgut. Aquest senyal no desitjat que es coneix amb el nom d'àlies del senyal desitjat.

## Generalitats
El Sol té un moviment aparent d'est a oest en la volta celeste, amb 24 hores entre cada alba. Si prenguéssim una fotografia del cel cada 23 hores, el sol semblaria moure's d'oest a est, amb 24·23=552 hores entre cada alba. El mateix fenomen causa que les aspes d'un ventilador semblin a vegades que girin en el sentit contrari del que en realitat ho fan, quan se'ls filma o quan són il·luminades per una font de llum intermitent, tal com una llum estroboscòpica, un tub de raigs catòdics o una llum fluorescent, o simplement, quan el ventilador és il·luminat per la intermitent llum de la televisió.

### Funcions de banda limitada
Els senyals reals tenen una durada finita i el seu contingut de freqüència, segons la definició de la transformada de Fourier, no té límit superior. Una certa quantitat d'aliàsing sempre es produeix quan es fa un mostreig d'aquestes funcions o del senyal real. Això no obstant, si la pèrdua d'informació no és significativa, resulta més pràctic i econòmic reduir la freqüència de mostreig que no pas modificar amb condicionadors el senyal obtingut.

### Mostreig d'un senyal sinusoidal
Quan s'obtenen mostres periòdiques d'un senyal sinusoidal, pot passar que s'obtinguin les mateixes mostres que s'obtindrien d'un senyal sinusoidal de freqüència més baixa. Específicament, si una sinusoide de freqüència f Hz és mostrejada s vegades per segon, i s ≤ 2·f, les mostres resultants també seran compatibles amb una sinusoide de freqüència fm - f, on fm és la freqüència de mostreig. En l'argot anglès de processament de senyals, cada una de les sinusoides es converteix en un "àlies" de l'altra.
Per tant, si es mostreja a la freqüència s un senyal analògic que conté les dues freqüències, el senyal no podrà ser reconstruït amb exactitud.

### Aliàsing espacial
Tal com es defineix la freqüència temporal, sobre les imatges es pot definir també una freqüència espacial i, per tant, un mostratge mínim (en píxels/cm) en què cal processar una imatge per a evitar l'efecte dels patrons de moaré.

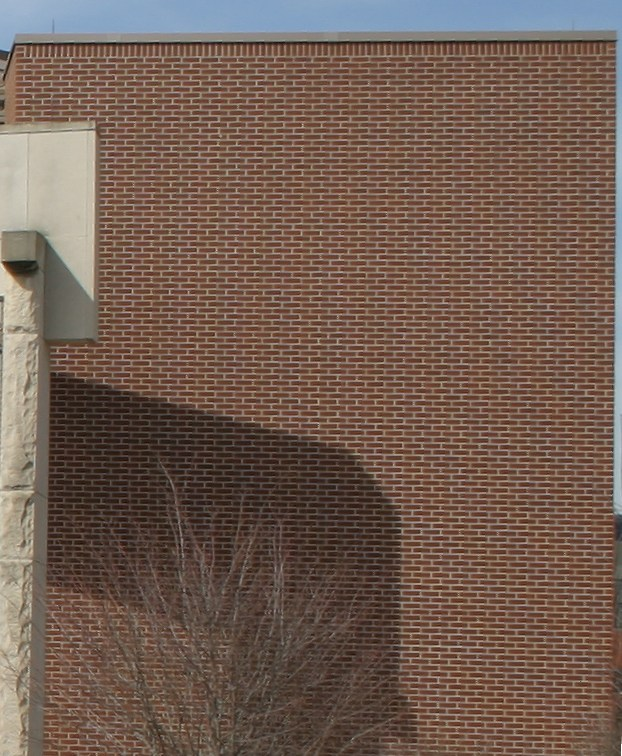
Imatge correctament mostrejada d'un patró de moaré.

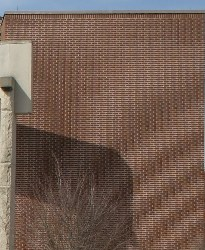
Aliàsing espacial al submostratge d'un patró de moaré.

### Criteri de Nyquist
S'ha demostrat rigorosament que per a evitar l'aliàsing és necessari assegurar-se que en el senyal analògic del qual es vol fer un mostratge amb una freqüència s, no existeixen components sinusoidals de freqüència més gran que s/2. Aquesta condició s'anomena criteri de Nyquist, i és equivalent a dir que la freqüència de mostratge s ha de ser almenys dues vegades més gran que l'amplada de banda del senyal.
El Criteri de Nyquist indica que la freqüència de mostratge mínima que hem d'utilitzar ha de ser superior a 2·fmax, on fmax és la freqüència màxima del senyal complex. Si s'utilitza aquesta freqüència de mostratge, es podrà reproduir posteriorment el senyal a partir de les mostres preses. A la pràctica, a causa de la limitació dels circuits, la utilització d'una freqüència més alta que la que determina el criteri de Nyquist permet d'obtenir una representació més exacta del senyal d'entrada.
Existeix la creença errònia que com més alta sigui la freqüència de mostratge, més fàcilment es podrà reconstruir el senyal original. Això és fals sempre que es compleixi el criteri de Nyquist i ha estat demostrat matemàticament, puix que el procés de mostratge és perfectament reversible: es pot reconstruir un senyal de 5 kHz tant si es fa servir una freqüència de 10 kHz com de 30 kHz, i de manera exacta.

### Aliàsing a la computació gràfica
En informàtica i particularment en infografia, l'aliàsing és un artefacte gràfic característic que fa que en una pantalla certes corbes i línies inclinades presentin un efecte visual tipus "serra" o "graó". L'aliàsing és produeix quan es prova de representar una imatge amb corbes i línies inclinades en una pantalla o imatge, però que a causa de la resolució finita del substrat resulta que aquest és incapaç de representar la corba com a tal i, per tant, aquestes corbes es mostren a la pantalla dentades, compostes per petits esglaons (pixel).

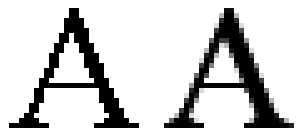
Exemple d'aliàsing d'una lletra 'A' en Times New Roman. Esquerra: amb aliàsing, Dreta: amb anti-aliàsing.

### Aliàsing a la indústria i als laboratoris de recerca
A la indústria i als laboratoris preocupa l'efecte d'aliàsing vinculat a les tensions del corrent elèctric, sobretot a l'hora de tractar els pics de tensió. Avui dia l'instrumental que fem servir és molt susceptible a aquestes anomalies elèctriques i cal fer un processament d'aquest senyal per tal d'evitar o corregir els problemes que pugui ocasionar. Com que les anomalies elèctriques es produeixen en un espai temporal realment breu, el criteri de Nyquist, que determina el mostreig a 2·fmax, és insuficient. D'aquesta manera, els actuals sistemes anti-aliàsing treballen amb freqüències de mostreig que poden arribar fins als gigahertz per a poder estudiar, analitzar i reparar senyals analògics anòmals de freqüències baixes (el senyal de corrent altern treballa normalment al voltant dels 50 Hz). I així i tot és insuficient.

### Aliàsing en la fotografia
Els sensors de les càmeres fotogràfiques tenen molts filtres i vidres protectors. Un d'aquests filtres provoca un problema d'aliàsing: el filtre mosaic de Bayer. Aquest filtre és el que permet la fotografia digital en color. Cadascuna de les fotocèl·lules del filtre disposa d'un vidre d'un dels colors primaris (vermell, blau o verd) que només li permet enregistrar informació sobre la intensitat lluminosa d'aquell color. Després la càmera compon la imatge final en funció no només de cada punt sinó dels colors dels punts veïns. La càmera estima els colors definitius mitjançant algoritmes molt complexos, cosa que pot produir problemes de moaré cromàtic, que és l'efecte que es produeix a la fotografia a causa de l'aliàsing a conseqüència de l'estimació dels colors.

## Senyals de pas de banda
De vegades l'aliàsing s'usa intencionalment als senyals sense contingut de baixa freqüència, anomenats senyals de pas de banda.
El submostreig que crea els àlies de baixa freqüència pot produir el mateix resultat, amb menys esforç, com la freqüència de desplaçament del senyal a freqüències més baixes abans del mostreig en la taxa més baixa. Alguns canalitzadors digitals exploten l'aliàsing d'aquesta manera per a millorar l'eficiència computacional. Vegeu mostreig (processament de senyal) i la taxa de Nyquist (en relació amb el mostreig)

## Exemple
| Sawtooth aliasing demo |
| |
| 440 Hz bandlimited, 440 Hz amb aliàsing, 880 Hz bandlimited, 880 Hz amb aliàsing, 1760 Hz bandlimited, 1760 Hz amb aliàsing |
| |

Els efectes qualitatius de l'aliàsing es poden escoltar en el fitxer d'àudio de la dreta. S'escolten sis ones de serra: les dues primeres tenen una freqüència de 440 Hz (A4); les dues següents, freqüències fonamentals de 880 Hz (A5) i les dues últimes, de 1760 Hz (A6). Les ones alternen entre les que no tenen aliàsing i les que en tenen; el mostreig és de 22,05 kHz.
La distorsió de l'aliàsing en les freqüències més baixes és cada vegada més evident amb freqüències fonamentals més altes i mentre que l'ona de serra segueix sent clara a 1760 Hz, l'ona amb aliàsing es degrada i genera un brunzit audible en les freqüències inferiors a les fonamentals. Cal tenir en compte que l'arxiu d'àudio ha estat codificat usant el còdec Vorbis, i com a tal, l'àudio està una mica degradat.